# رابن‌اشتاین آن در پیلاخ
رابنستاین آندر پایلاخ (به آلمانی: Rabenstein an der Pielach) یک منطقهٔ مسکونی در اتریش است که در ناحیه زانکت پولتن-لاند واقع شده‌است. رابنستاین آندر پایلاخ ۳۶٫۲۵ کیلومتر مربع مساحت دارد ۳۴۴ متر بالاتر از سطح دریا واقع شده‌است.